# 松前章広
松前 章広（まつまえ あきひろ）は、江戸時代中期から後期にかけての大名。蝦夷地松前藩9代藩主。官位は従五位下若狭守。

## 生涯
安永4年（1775年）、8代藩主・松前道広の長男として誕生。寛政4年（1792年）10月28日、父・道広の隠居により、家督を継ぐ。同年11月11日、11代将軍・徳川家斉にお目見え、従五位下若狭守に叙任する。
寛政11年（1799年）3月21日、東蝦夷地を幕府に一時的に没収された。それに伴い、武蔵国埼玉郡内に5千石を与えられた。享和元年（1801年）7月21日、幕府は東蝦夷地支配の永続化を決定し、武蔵国内の領地5千石も収公、毎年3500両を支給することにした。文化4年（1807年）3月12日に所領を西蝦夷地から陸奥国伊達郡梁川藩に9千石で移封された。文政4年（1821年）12月4日に旧領に復した。
復領は、ロシアからの脅威が低くなったという名目で行われたが、内実は父・道広の伝手から将軍・徳川家斉の父・一橋治済に接近、老中水野忠成への莫大な賄賂攻勢を行い、家斉に請願した結果であることが、「水戸烈公上書」や「藤田東湖見聞偶筆」に記されている。天保2年（1831年）、1万石に復す。
天保4年（1833年）、死去。享年59。文政10年（1827年）に次男・見広が死去したため、家督は見広の長男・良広が継いだ。

## 系譜
父母
- 松前道広（父）
- 平田氏 ー 側室（母）

側室
- 笠原紋十郎の姉
- 秋野菅子
- 福島成子

子女
- 松前崇広（六男）生母は側室
- 松前市之助
- 染子 ー 高野保右室
- 欣子 ー 蛎崎広得室
- 松前見広
- 松前久之助、久広（三男）
- 伊勢子 ー 松平定央室
- 初子 ー 松前広重室
- 朗子（五女）
- 成子
- 聿子
- 松前重広
- 松前広経

養女
- 友子 ー 松前見広正室後に高井清章正室、井上正甫の娘